# Evarine Katongo
Evarine Suzeni Katongo (* 29. Dezember 2002) ist eine sambische Fußballspielerin.

## Karriere

### Verein
In ihrer Heimat spielt Katongo derzeit für den ZISD Queens FC.

### Nationalmannschaft
Beim Olympiaturnier der Spiele 2020 gehörte zum Kader der sambischen A-Nationalmannschaft und kam hier in einer Partie zum Einsatz. Danach wurde sie beim Afrika-Cup 2022 in allen sechs Partien eingesetzt und erlangte mit ihrem Team den dritten Platz.
Am 3. Juli 2023 wurde sie in den sambischen Kader für die Weltmeisterschaft 2023 nominiert.